# Messerschmitt Me 321
De Messerschmitt Me 321 Gigant was een militair zweefvliegtuig bedoeld voor het transport van troepen en goederen. Het toestel werd gesleept door de speciaal daarvoor ontworpen Heinkel He 111Z en in de lucht los gelaten.

## Geschiedenis
Tijdens de voorbereidingen voor een mogelijke invasie in Engeland werd het de Luftwaffe duidelijk dat er grote behoefte was aan een nieuwe, grotere soort transportvliegtuigen. Dit in verband met de relatief geringe capaciteit van het standaard Duitse transportvliegtuig, de Junkers Ju 52/3m.
Toen de plannen voor de invasie in Engeland (Operatie Zeeleeuw) in december 1940 werden opgeschort, en de planning voor de invasie in Rusland (Operatie Barbarossa) begon, werd besloten dat de meest economische oplossing voor luchttransport het gebruik van grote zweefvliegtuigen was. De Luftwaffe gunde een opdracht voor het snel ontwikkelen van een Grossraumlastensegler, (zweefvliegtuig met grote transportcapaciteit) aan de twee grootste militaire Duitse vliegtuigbouwers Junkers en Messerschmitt. Het nieuw te ontwikkelen toestel moest een 88mm kanon met trekker kunnen meenemen, of een Panzerkampfwagen IV. Het project kreeg de codenaam Projekt Warschau, waarbij Junkers de codenaam Warschau-Ost kreeg en Messerschmitt de codenaam Warschau-Süd.
Junkers stelde een toestel met een geheel houten romp voor, de Junkers Ju 322 ("Mammut"). Dat vond de Luftwaffe te riskant, en daarom ging de order uiteindelijk naar Messerschmitt, dat begon aan de bouw van de Me 263 (later omgedoopt tot Me 321). Tijdens de ontwikkeling kreeg het vliegtuig wegens de enorme afmetingen de bijnaam "Gigant".

## Ontwerp
De Me 321 had een stalen buizenframe van Mannesmann met daaroverheen houten spanten. Dit alles werd bedekt met een laag vliegtuigdoek. Deze constructie had meerdere voordelen. Zo was de productiesnelheid zeer hoog, werd het gewicht beperkt, werd geen beslag gelegd op materiaal (aluminium) dat voor andere vliegtuigbouw nodig was, en was het vliegtuig gemakkelijk te repareren.
De neus was meer dan zes meter hoog en bestond uit twee schelpvormige deuren die alleen van binnenuit konden worden geopend. Via een oprit konden voertuigen het toestel in- of uitrijden. Vergeleken met de Ju 52 had de Me 321 een zes maal zo groot laadruim, met een oppervlakte van circa 100 m2. Dit was zo ontworpen dat het vergelijkbaar was met de laadruimte van een standaard goederenwagon. Lading die per spoor werd aangevoerd paste ook in een Me 321. Er kon 23 ton lading worden meegenomen, of 120-130 soldaten met volledige bepakking.
De Me 321 was uitgerust met een afwerpbaar landingsgestel dat bestond uit twee Bf 109 staartwielen aan de kant van de neus en twee Ju 90 hoofdwielen aan de staartzijde. Hij landde op vier uitschuifbare schaatsen.
Het prototype Me 321 V1 maakte zijn eerste vlucht op 21 februari 1941 vanaf vliegbasis Leipheim. Het werd de lucht in getrokken door een Ju 90 en werd bestuurd door Karl Baur, een testpiloot van Messerschmitt. Er was 4 ton ballast aan boord. Baur rapporteerde dat de besturing zwaar was en dat het toestel traag reageerde. Besloten werd de cockpit groter te maken zodat er een copiloot en een marconist in konden worden ondergebracht. De bediening werd dubbel uitgevoerd en een elektrische servomotor moest helpen bij het besturen van de enorme achterste welvingskleppen. Na verdere tests werd ook een remparachute toegevoegd.
De proefvluchten werden geplaagd door problemen bij het opstijgen, doordat de Ju 90 niet sterk genoeg was. Als tijdelijke oplossing werden drie Bf 110 jachtvliegtuigen gebruikt die samen de Me 321 de lucht in moesten sleuren, wat een Troikaschlepp genoemd werd. Dit was een buitengewoon gevaarlijke manoeuvre en Ernst Udet vroeg Ernst Heinkel iets beters te bedenken. Heinkel ontwikkelde hierop de Heinkel He 111Z Zwilling ("tweeling"), die bestond uit twee samengevoegde He 111-toestellen met een extra vijfde motor. Voor het opstijgen vanaf ruw terrein werden startraketten gebruikt.

## In gebruik
De eerste Me 321A-1 productietoestellen kwamen in mei 1941 in dienst. Ze werden aanvankelijk getrokken door Ju 90-toestellen en later door de Heinkel He 111Z of door drie Bf 110s in Troikaschlepp-configuratie. De latere Me 321B-1-variant telde drie bemanningsleden en was bewapend met vier 7,92 mm MG 15 machinegeweren.
Door verschillende oorzaken had de Me 321 weinig succes aan het oostfront:
- Als zweefvliegtuig was de Me 321 niet in staat een druk bezette landingsbaan opnieuw aan te vliegen.
- Op de grond kon het toestel alleen met behulp van speciale voertuigen worden verplaatst.
- Tot de introductie van de He 111 Zwilling, was met de Troikaschlepp slechts een vliegbereik van 400 km haalbaar. Dit was onvoldoende voor een veilige vliegzone.[4]

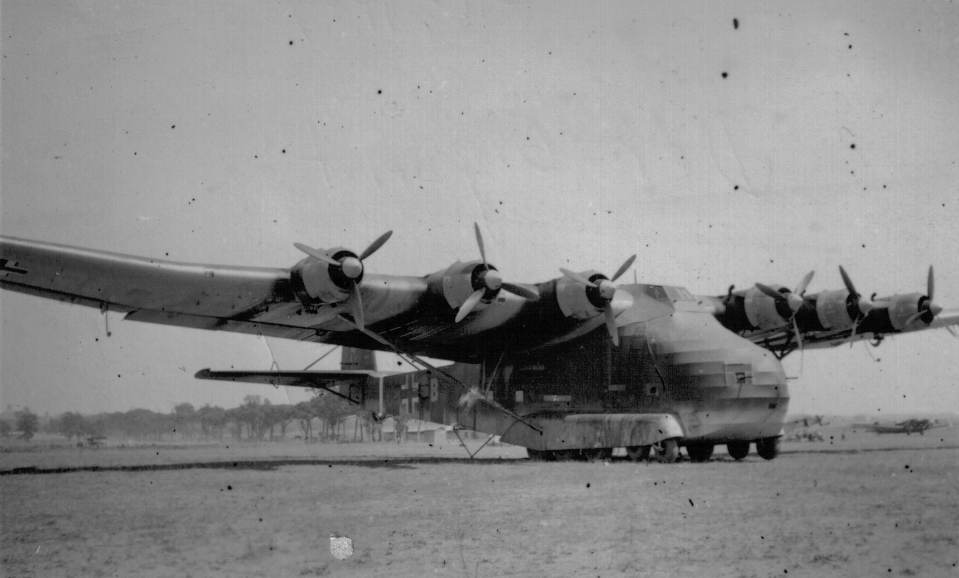
De Me 323, de gemotoriseerde versie van de Me 321

In het voorjaar van 1942 werden de resterende Me 321s uit Rusland teruggehaald, als voorbereiding op Operatie Herkules (de invasie van Malta), waarbij een vloot door He 111Z's getrokken Me 321's zou worden ingezet. Wegens een tekort aan sleepvliegtuigen werd van dit plan afgezien.
In 1943 werden de Me 321's weer naar Rusland gestuurd, waar ze zouden worden ingezet bij een operatie om het leger van generaal Friedrich Paulus bij Stalingrad te ontzetten. Toen ze ten slotte de frontlinie bereikten waren er echter geen geschikte vliegvelden meer voorhanden, zodat ze weer naar Duitsland werden teruggestuurd.
Na het afgelasten van de Stalingrad-operatie werden de Me 321-zweefvliegtuigen in de mottenballen gelegd of gesloopt. Sommige werden omgebouwd tot de gemotoriseerde variant, de Me 323, met zes motoren. Een andere operatie - waarbij de resterende Me 321's troepen zouden afzetten op Sicilië - werd eveneens afgeblazen, ditmaal wegens een tekort aan geschikte landingszones.
In totaal werden circa 200 exemplaren gebouwd.
Vooroorlogse ontwerpen:
S 7 ·
S 8 ·
S 9 ·
S 10 ·
S 13 ·
S 14 ·
S 15 ·
S 16 ·
M 17 ·
M 18 ·
M 19 ·
M 20 ·
M 21 ·
M 22 ·
M 23 ·
M 24 ·
M 25 ·
M 26 ·
M 27 ·
M 28 ·
M 29 ·
M 30 ·
M 31 ·
M 33 ·
M 35 ·
M 36 · 
M 37
Ontwerpen 1933-1945:
Bf 108 · 
Bf 109 ·
Bf 109TL ·
Bf 109Z ·
Bf 110 ·
Bf 161 ·
Bf 162 ·
Me 163 · 
Me 209 ·
Me 210 ·
Me 261 ·
Me 262 · 
Me 263 ·
Me 264 · 
Me 265 · 
Me 290 · 
Me 309 ·
Me 309Z ·
Me 321 · 
Me 323 · 
Me 328 · 
Me 334 ·
Me 410 · 
Me 509 · 
Projecten tot 1945:
P.1051 ·
P.1062 ·
P.1065 ·
P.1070 ·
P.1073 ·
P.1092 ·
P.1095 ·
P.1099 ·
P.1100 ·
P.1101 ·
P.1102 ·
P.1103 ·
P.1104 ·
P.1106 ·
P.1107 ·
P.1108 ·
P.1109 ·
P.1110 ·
P.1111 ·
P.1112
Libelle ·
Schwalbe ·
Wespe ·
P.08.01 ·
Zerstörer Project II
Overig:
C-44